# Claude Nourry
Pour les articles homonymes, voir Nourry.
Claude Nourry, surnommé le Prince à partir de 1515, est un imprimeur lyonnais, né aux alentours de 1470 et mort en 1533. Son surnom lui vient de son enseigne près de sa maison qui lui tient lieu de boutique, une statue richement ornée.
Actif à partir de 1493, c'est un spécialiste de la publication d'ouvrages populaires, et notamment de romans de chevalerie, d'ouvrages religieux ou relatifs à des problèmes du quotidien. Ses ouvrages, bien que de petits formats, souvent peu épais et d'un interlignage serré par souci d'économie, se révèlent souvent de bonne qualité. Il demeure célèbre pour sa publication de la première version de Pantagruel en 1532. Sa politique éditoriale en fait un concurrent direct d'Olivier Arnoullet : ils se consacrent aux mêmes genres, choisissent les mêmes titres dans la même période, conservent une prédilection pour les caractères gothiques.

## Galerie

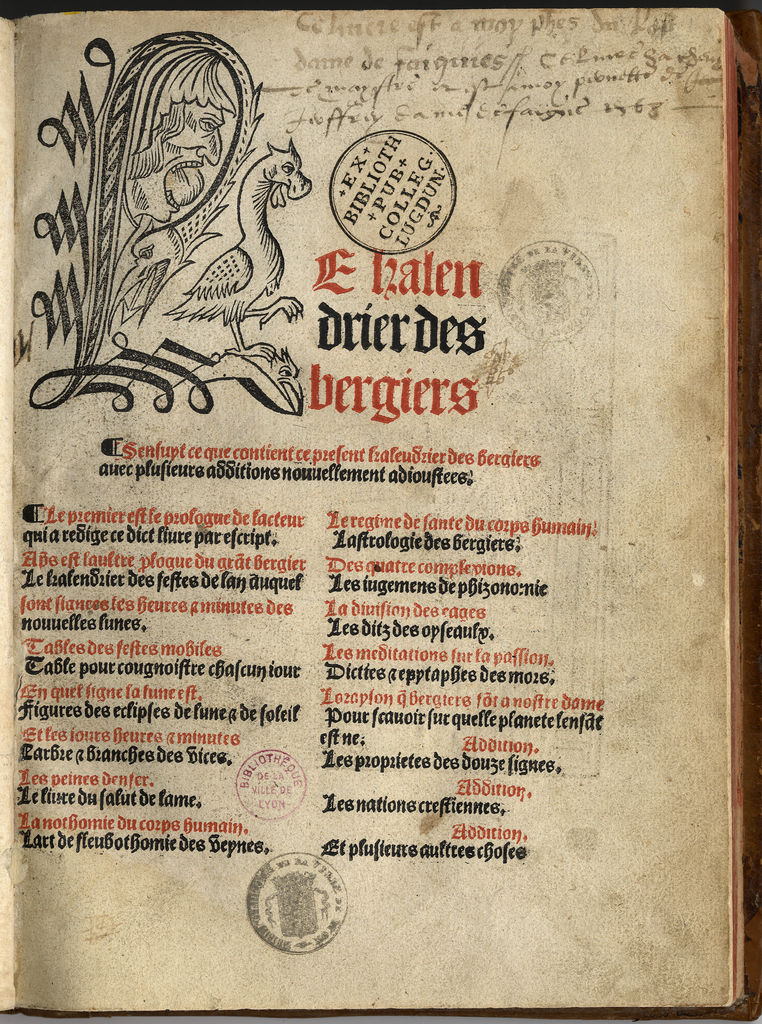
Grant Kalendrier des Bergers - 1508 - page de titre
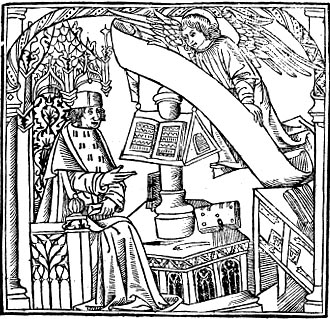
Grant Kalendrier des Bergers - 1508 - illustration
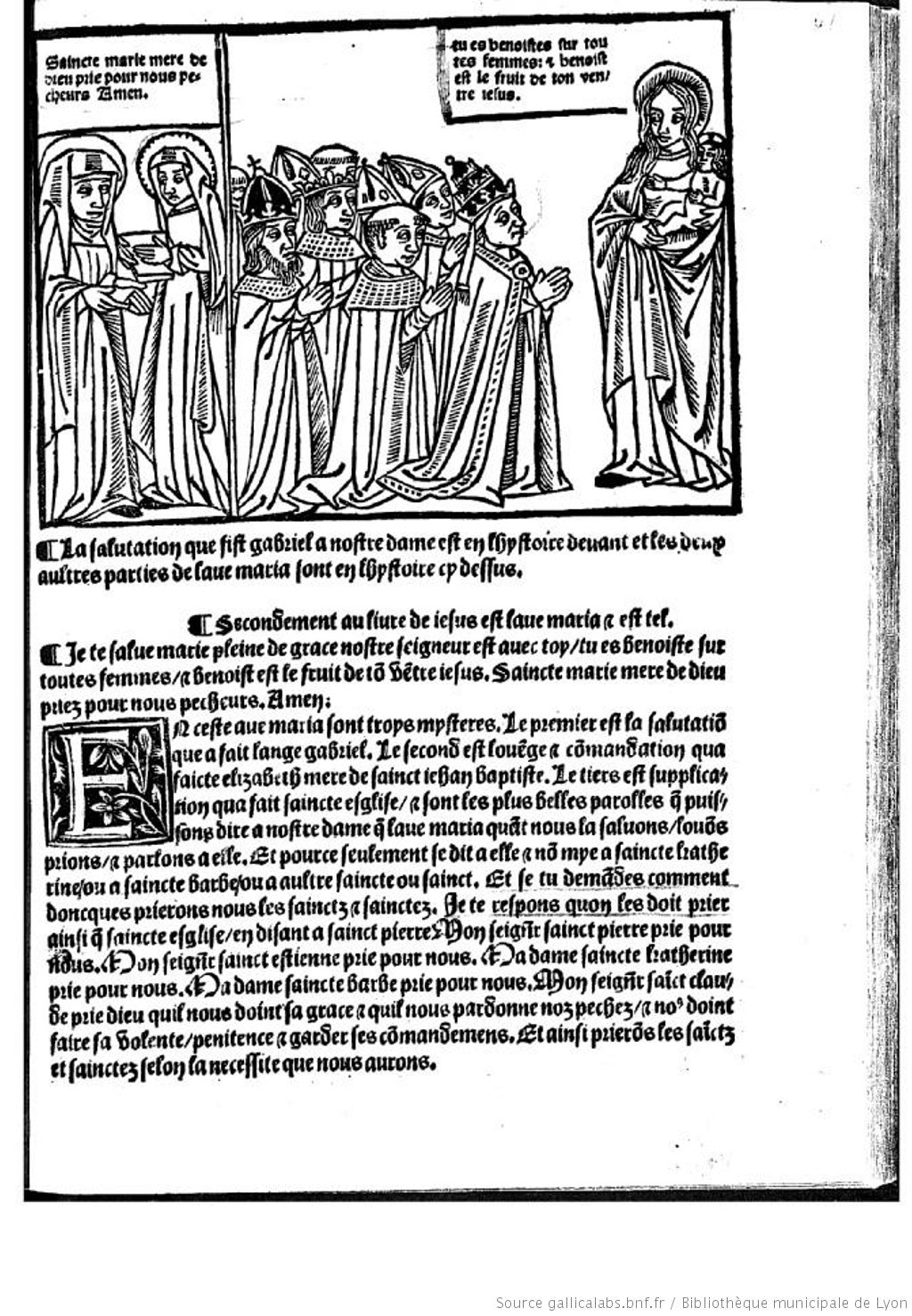
Grant Kalendrier des Bergers - 1508 - Ave Maria